# 土佐黒潮牧場
土佐黒潮牧場（とさくろしおぼくじょう）とは、高知県須崎市浦の内出見にある、功労馬を繋養する牧場である。現役競走馬の休養も受け入れている。競馬ファンの個人により1995年12月に設立され、家族により経営されている。

## 繋養馬
繋養馬は牧場が所有し一般から小口（月会費制）で支援を受けている馬と、馬主から預託されている馬とに分けられる。元高知県競馬組合所属馬、引退名馬繋養展示事業助成対象馬が多い。
- オースミダイドウ
- カンファーベスト[4]
- カシノヨウスケ
  - 2009年霧島賞勝ち馬。
- ゴールデンメイン
  - 2009年ステイヤーズステークス2着、2007年朝日チャレンジカップ3着。
- シゲルダンプウ[4]
  - 中央47戦4勝。
- ダノンヨーヨー
- チャンストウライ
  - 預託馬[1]。
- トゥインクル
- フィールドルージュ
- ヘッドライナー
- マチカネニホンバレ
- マーニ
- マンハッタンスカイ[5]

### 過去の繋養馬
- アドマイヤスバル
  - 2022年7月1日死亡。19歳没。
- イブキラジョウモン[3][6]
  - 1995年中日スポーツ賞4歳ステークス勝ち馬。2017年9月19日死亡[7]。25歳没。
- インターライナー[3][8]
  - 1995年日経賞勝ち馬。2005年8月22日死亡[9]。14歳没。
- エイシンガイモン[1][3][10]
  - 2023年1月18日死亡。30歳没。
- オースミレパード[11]
  - 2010年4月9日死亡。20歳没。
- タケノベルベット[注 1][12]
  - 2014年2月28日死亡。25歳没。
- チタニックオー[8]
  - 2000年皐月賞3着、シンザン記念2着。2007年8月18日死亡。10歳没。
- ナムラコクオー[1][13]
  - 2019年8月3日死亡。28歳没。
- ブルーシーズ
  - 預託馬で、最初に受け入れた馬[2][3]。アングロアラブ種。2009年5月26日死亡。23歳没。
- ミナミプレジャー
  - アングロアラブ種、預託馬[3]。2018年1月4日死亡。24歳没。
- ヤングブッシュ[2]
  - 中央6戦1勝。預託馬[3]。2007年11月14日死亡。32歳没。
- ラガーチャンピオン[3][1][2]
  - 1993年セントライト記念勝ち馬。2014年7月20日死亡。24歳没。
- リバーセキトバ[3][1][14]
  - 1998年黒船賞、珊瑚冠賞勝ち馬。2013年5月9日死亡。23歳没。
- レガシークレスト[8]
  - 1998年阪神障害ステークス・秋勝ち馬。2019年2月3日死亡。25歳没。
- レジェンドハンター
  - 2008年12月13日死亡[4]。11歳没。
- レットイットビー[15]
  - 1992年朝日チャレンジカップ勝ち馬。2020年4月29日死亡。32歳没。

## 関連書籍
- 菊池俊『黒潮牧場の馬です。』（新日本出版社、2006年）ISBN 978-4406033213